# Fidelity Bank Nigeria
Fidelity Bank Nigeria es uno de los principales bancos de Nigeria, con sede en Lagos. Cotiza en la Bolsa de Valores de Nigeria desde mayo de 2005. 

## Historia
Creado en 1988, ha extendido progresivamente sus actividades en Nigeria, notoriamente vía la adquisición de los bancos FSB International en 2005 y el Manny Bank Plc. en el mismo año.
Obtuvo su licencia bancaria universal en febrero de 2001 y su licencia bancaria internacional en 2011. Tras la consolidación del sector bancario nigeriano en 2005, Fidelity Bank está presente en todos los estados y grandes ciudades de Nigeria, con fondos propios de primer rango de cerca de 1000 millones de dólares.
En 2022, era el 8.º banco de Nigeria por capitalización, con 637 millones de dólares americanos, y la 41.ª institución bancaria en África. Sus activos se estiman en 7990 millones de dólares. Cuenta con cerca de 250 agencias en Nigeria. En 2022, adquirió la rama británica del Union Bank of Nigeria.
Desde agosto de 2020, su presidente es Mustafa Chike-Obi.